# 프레데리크 판 데르 발
프레데리크 판 데르 발(Frédérique van der Wal, 1967년 8월 30일 ~ )은 네덜란드의 모델이다.